# 最美的雲彩
《最美的雲彩》，是一部描寫徐雲彩師姊及葉輝芳師兄的真實人生電視劇，由霍正奇、鄭家榆、傅小芸、陳熙鋒、陳慕義、楊凱琪主演，於2015年4月2日在大愛電視台20:00首播。中天娛樂台於2015年4月2日21:00播出。

## 故事大綱
民國五十一年，空盪的小學辦公室裡，一位模樣樸素的年輕女子又是擦桌抹地又是倒茶，熱情爽朗的歌聲讓人感染她的生氣蓬勃！不知情的人見她任勞任怨地打掃，會以為她就是個女工友，直到陸陸續續有人走進來跟她打招呼，稱呼她一聲「老師」！徐雲彩在屏東泰山國小新進八位教師中展現最為特殊、與眾不同的特色。 
葉老校長正想從報到的新進教師中，為自己三子葉輝芳挑選媳婦。不管是葉老校長所聽聞的徐家、還是觀察到雲彩豪爽、無心機卻粗中帶細的性格，對教育的熱情能當起領頭羊的作用，都讓葉校長堅定雲彩是最適合的媳婦人選，立刻向兒子鼎力推薦！ 
婚後陸續有了三個孩子的雲彩，常因工作、家庭兩頭燒而對教育孩子有著力不從心，葉老校長卻總能默默以自身示範，適時點醒雲彩教育該如何以身作則，雲彩也從公公身上學到「筍要嫩時拗，子要幼時教」的重要。 
葉老校長的過世，讓雲彩與輝芳生活重心頓失依靠，雲彩轉而移情走入慈濟志業，訪貧時照顧孤苦無依的老人時，總能讓雲彩重拾公公晚年時照顧他的快樂，而雲彩雞婆的個性在慈濟有了最好的發揮，也影響了原本持觀望態度的輝芳，一起走上慈濟的道路。 
雲彩對教育志業的努力，因著機緣，一腳踏入屏東監獄，為受刑人開啟靜思語讀書會的教學。被暱稱為「雲彩媽」的雲彩對受刑人的尊重與家人般關愛，感動了他們，心中燃起做慈濟志工的心念。在他們一個一個出獄後，雲彩帶領師兄姊一起為更生菩薩組織了慈濟大家庭，以家人愛的力量陪伴他們一步一步走上正途。 
雲彩相信教育就像一盞微光，能讓一室黑暗看見光明，而散發著光亮的雲彩在眾人眼中是愛的化身，猶如天邊最美的雲彩。

## 播出時間
以下時間以當地時間（台灣時間）為準

### 首播
| 片名       | 頻道       | 播放日期     | 播放時間                  |
| ---------- | ---------- | ------------ | ------------------------- |
| 最美的雲彩 | 大愛電視台 | 2015年4月2日 | 20:00-20:49播出（無廣告） |
| 最美的雲彩 | 大愛海外台 | 2015年4月2日 | 20:00-21:00播出（含廣告） |
| 最美的雲彩 | 中天娛樂台 | 2015年4月2日 | 21:00-22:00播出（含廣告） |

### 大愛會客室

#### 首播
| 片名       | 頻道       | 播放日期     | 播放時間        |
| ---------- | ---------- | ------------ | --------------- |
| 大愛會客室 | 大愛海外台 | 2015年4月3日 | 21:00-21:11播出 |
| 大愛會客室 | 大愛電視台 | 2015年4月3日 | 00:19-00:30播出 |
| 大愛會客室 | 大愛海外台 | 2015年4月3日 | 09:49-10:00播出 |

## 演員
| 演員   | 角色   | 角色性質簡要介紹 |   |
| ------ | ------ | --- | - |
| 霍正奇 | 葉輝芳 | 出生於民國二十五年，標準警務人員嫉惡如仇的性格，個性剛毅、不收紅包、堅守原則，不過以長官的角度是「冥頑不靈」；個人思緒細密反應快，很有理財經營的觀念。事親至孝、至體貼，是媽媽最疼愛的小兒子。常會認為雲彩的慈濟工作沒有效率，或者嫌雲彩的想法單純，致兩人拌嘴，但明顯是忍讓雲彩，就其個人說法：雲彩對這家盡心付出，我當然要多讓她。 |   |
| 陳熙鋒 | 葉輝芳 | 少年輝芳，葉家的么子，葉雲金、賴帶娣的小兒子 |   |
| 鄭家榆 | 徐雲彩 | 出生於民國三十年，樂觀、積極、進取，活力十足，待人極富熱情，觀察力敏銳，能輕易地看出對方的擔憂與煩惱，也能體貼別人的困難，但有時卻又反應慢半拍，有點大姊頭大辣辣的個性。處事有定見，會堅持自己的原則，但也能接受別人的批評與建言。遇事會有揮舞張開五指說「沒問題」的口頭禪。                                                         |   |
| 傅小芸 | 徐雲彩 | 少年雲彩，徐家的長女，徐金生、邱鳳儀的大女兒 |   |
| 陳慕義 | 徐金生 | 雲彩的父親，個性沈穩、大方，對孩子開明、力行愛的教育、用身教循循善誘，喜歡助人為樂的感覺。工作上有為有守，敢與上級據理力爭。 |   |
| 楊凱琪 | 邱鳳儀 | 雲彩的母親，性急，容易緊張、激動與發怒，對錢很計較，心思都放在家的生計，喜歡助人不論客、閩籍；個人患有貧血的毛病，容易暈眩，無法做較為粗重的工作。由於健康因素，很依賴雲彩，經常拿雲彩的錢去資助其他孩子們。 |   |
| 唐川   | 葉雲金 | 輝芳的父親，飽讀詩書文學素養高，寫得一手好毛筆字，也有寫日記習慣，個性如金生般沈穩、有智慧，具幽默感但心思細密，思維觀念一板一眼，做事有原則條理分明，深愛妻子、鶼鰈情深；對兒孫輩的教育也採身教循循善誘。 | 3 |
| 涂台鳳 | 賴帶娣 | 輝芳的母親，如鳳儀般性急，但程度上較輕，屬傳統客家婦女性格，雖高血壓纏身但仍堅強勞碌，最鍾愛么兒輝芳。 | 3 |
| 馮惠民 | 葉淑美 | 中 (老)年淑美，輝芳的妹妹，雲彩的小姑 |   |
| 游喬軒 | 葉淑美 | 少年淑美，個性活潑好動，古靈精怪，是葉家的開心果，也是雲彩適應葉家生活的感情出口。 | 3 |
| 黃鎮   | 葉燈憲 | 中 (老)年燈憲，當上夢想中的機師，輝芳、雲彩的長子，明憲、蒼憲的大哥，雲金、帶娣的長孫，金生、鳳儀的長外孫 |   |
| 鄭浚延 | 葉燈憲 | 青年燈憲，夢想成為機師 |   |
| 傅顯捷 | 葉燈憲 | 少年燈憲 |   |
| 陳孟謙 | 葉燈憲 | 童年燈憲 |   |
| 馬俊麟 | 葉明憲 | 中 (老)年明憲，當上理想中的中醫師，輝芳、雲彩的次子，燈憲的大弟，蒼憲的二哥，雲金、帶娣的次孫，金生、鳳儀的次外孫 |   |
| 陳冠元 | 葉明憲 | 青年明憲 |   |
| 林永旭 | 葉明憲 | 少年明憲 |   |
| 李富群 | 葉明憲 | 童年明憲 |   |
| 陳謙文 | 葉蒼憲 | 中(老)年蒼憲，在食品科學業公司上班，輝芳、雲彩的么子，燈憲、明憲的小弟，雲金、帶娣的么孫，金生、鳳儀的么外孫 |   |
| 陳昱丞 | 葉蒼憲 | 少年蒼憲 |   |
| 黃耀冬 | 葉蒼憲 | 童年蒼憲 |   |
| 林嘉俐 | 嚴老師 | 雲彩的同事，嚴厲且寡言的老師除了對學生沒有耐性，堅信嚴師出高徒動輒打罵外，對雲彩這一批新老師更是高傲以對。 | 7 |
| 陳為民 | 鍾主任 | 雲彩的同事，老練、幽默、熱心且深知葉雲金校長心意的學校主任。 | 3 |
| 周婷婷 | 鄭慈惠 | 在培訓人員中，雲彩特別注意到慈惠。做事勤快，佛法入心，講話有條理，跟人都和睦相處，又擅長使用電腦蒐集資料和製作簡報，是雲彩走慈濟路的好助手。 |   |

- 陳聖昌飾徐亮
- 周賢忠飾徐亮少年
- 元六飾九如師兄
- 江晨希飾楊秀玉
- 張世賢飾小江葉
- 宋宜芳飾烱元媽
- 童毅軍飾阿坤叔
- 小炳飾鐘麒濱
- 林珈妤飾李玉蓮
- 蘇炳憲飾阿不拉
- 邱任庭飾小李徐金生
- 楊宸宥飾徐俊宏
- 金韋汎飾徐麗雲
- 劉珈瑄飾徐麗雲
- 陳彥豪飾徐誠光
- 賴瑞揚飾徐誠光
- 王含玉飾徐瑞雲
- 陳鈞姵飾徐瑞雲
- 王子宸飾徐誠立
- 王映筑飾羅戊妹
- 謝欣諭飾羅細妹
- 王又恩飾鍾傳福
- 邱明勳飾溫老師
- 程偉民飾曹長官
- 詹佳儒飾宋組長
- 王含一飾屘妹
- 李慧娟飾劉老師
- 趙柏翰飾小龍
- 江政恩飾金德
- 劉香君飾林燕妹
- 劉尚恩飾小林
- 鐘志發飾葉輝孟
- 李得全飾葉輝南
- 高麗虹飾葉紀美
- 陳謙文飾陳寶山
- 黃依寧飾阿嬌
- 翁國豪飾阿嬌父
- 官家宇飾阿國
- 孟翔飾阿星
- 胡濤飾文彬
- 胡利飾黃玉薰
- 畢志剛飾烱元父
- 高天發飾黑猴
- 王云飾阿英
- 林景文飾武忠師父
- 陳泰中飾阿濱阿公
- 林乃華飾阿濱阿媽
- 楊閔飾章老師
- 四方飾鐘烱元
- 官家宇飾阿國
- 劉香君飾李燕妹
- 吳明芬飾老師

## 電視劇歌曲
| 曲別   | 歌名       | 演唱者          | 作詞 | 作曲   | 編曲   | 製作人 | 合聲           |
| ------ | ---------- | --------------- | ---- | ------ | ------ | ------ | -------------- |
| 片頭曲 | 安心       | 陳怡嘉          | 笑容 | 左方修 | 戴維雄 | 曹俊鴻 | 謝佩吟         |
| 片尾曲 | 最美的雲彩 | 買黛兒‧丹希羅倫 | 十方 | 謝逸生 | 戴維雄 | 曹俊鴻 | 蔡景馨、巫雨白 |

## 製作團隊
- 監製：臧蕙年
- 總策劃：關兆宏
- 製作人：侯鎮華
- 導演：黃克義
- 編審：關兆宏
- 製作行政：黃開誼
- 助理編審：吳尹華
- 顧問：徐雲彩、葉輝芳
- 編劇：李漢臣、王慧芬
- 製作公司：今生視聽傳播有限公司

## 外部連結
- 最美的雲彩官方網站－大愛劇場
- 大愛劇場的Facebook專頁